# Пастине (Ла Специја)
Пастине је насеље у Италији у округу Ла Специја, региону Лигурија.
Према процени из 2011. године у насељу је живело 79 становника. Насеље се налази на надморској висини од 178 m.